# Агова Махала
Агова Махала (грч. Αδελφικό, Аделфико) је насељено место у општини Сер у периферији Средишња Македонија, Грчка. Према попису из 2021. године било је 209 становника.
Према бугарском географу и историчару, Василу Канчову, у Аговој Махали је 1900. године живело 240 Словена хришћана. Од 1923. до 1924. године принудно је исељено седам Словена у Бугарску, док је насељено 74 грчких избегличких породица, укупно 367 особа. На попису из 1928. године Агова Махала је мешовито грчко-словенско насеље са 564 становника.